# 홋타 마유
홋타 마유(일본어: 堀田 真由, 1998년 4월 2일 ~ )는 일본의 배우이다.

## 출연 작품

### 영화
- 2023년 금지된 장난 - 히라오카 마야 역
- 2024년 눈에 갇힌 외딴 산장에서 - 카사하라 아츠코 역